# Haemogamasidae
Haemogamasidae är en familj av spindeldjur. Haemogamasidae ingår i ordningen kvalster, klassen spindeldjur, fylumet leddjur och riket djur.